# Passa
Passa  est une commune française, située dans l'est du département des Pyrénées-Orientales en région Occitanie. Ses habitants sont appelés les Passanencs. Sur le plan historique et culturel, la commune est dans la région des Aspres, un minusule territoire roussillonnais compris entre les sillons de la Têt au nord et du Tech au sud qui tire son nom de la nature caillouteuse de ses sols.
Exposée à un climat méditerranéen, elle est drainée par le Réart, la rivière de Passa, la Valmagne et par divers autres petits cours d'eau. La commune possède un patrimoine naturel remarquable composé d'une zone naturelle d'intérêt écologique, faunistique et floristique.
Passa est une commune rurale qui compte 1 079 habitants en 2022, après avoir connu une forte hausse de la population depuis 1968.  Elle fait partie de l'aire d'attraction de Perpignan. Ses habitants sont appelés les Passanencs ou  Passanenques.

## Géographie

### Localisation
La commune de Passa se trouve dans le département des Pyrénées-Orientales, en région Occitanie.
Elle se situe à 15 km à vol d'oiseau de Perpignan, préfecture du département, à 11 km de Céret, sous-préfecture, et à 8 km de Thuir, bureau centralisateur du canton des Aspres dont dépend la commune depuis 2015 pour les élections départementales.
La commune fait en outre partie du bassin de vie du Boulou.
Les communes les plus proches sont : 
Tresserre (2,3 km), Villemolaque (2,6 km), Fourques (2,6 km), Trouillas (3,7 km), Saint-Jean-Lasseille (4,5 km), Terrats (4,7 km), Banyuls-dels-Aspres (4,8 km), Tordères (5,3 km).
Sur le plan historique et culturel, Passa fait partie de la région des Aspres. Compris entre les sillons de la Têt au nord et du Tech au sud, ce minuscule territoire roussillonnais tire son nom de la nature caillouteuse de ses sols.

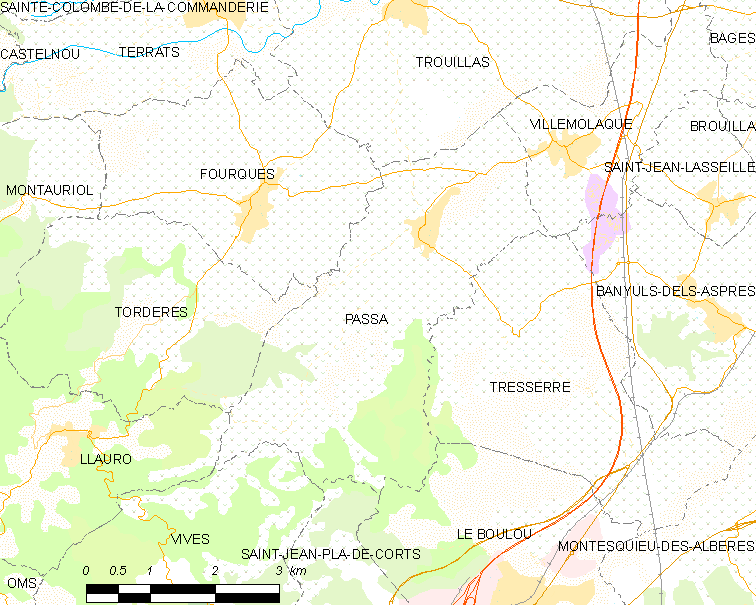
Situation de la commune.

| Fourques      | Trouillas               | Villemolaque |
| Tordères      | Passa                   | Tresserre    |
| Llauro, Vivès | Saint-Jean-Pla-de-Corts | Le Boulou    |

### Géologie et relief
La commune est classée en zone de sismicité 3, correspondant à une sismicité modérée.

### Climat
Pour des articles plus généraux, voir Climat de l'Occitanie et Climat des Pyrénées-Orientales.
En 2010, le climat de la commune est de type climat méditerranéen franc, selon une étude du CNRS s'appuyant sur une série de données couvrant la période 1971-2000. En 2020, Météo-France publie une typologie des climats de la France métropolitaine dans laquelle la commune est exposée à un climat méditerranéen et est dans une zone de transition entre les régions climatiques « Pyrénées orientales » et « Provence, Languedoc-Roussillon ».
Pour la période 1971-2000, la température annuelle moyenne est de 14,7 °C, avec une amplitude thermique annuelle de 15,5 °C. Le cumul annuel moyen de précipitations est de 668 mm, avec 5,4 jours de précipitations en janvier et 3,4 jours en juillet. Pour la période 1991-2020, la température moyenne annuelle observée sur la station météorologique la plus proche, située sur la commune de Vivès à 7 km à vol d'oiseau, est de 15,8 °C et le cumul annuel moyen de précipitations est de 669,2 mm,. Pour l'avenir, les paramètres climatiques de la commune estimés pour 2050 selon différents scénarios d’émission de gaz à effet de serre sont consultables sur un site dédié publié par Météo-France en novembre 2022.

### Milieux naturels et biodiversité

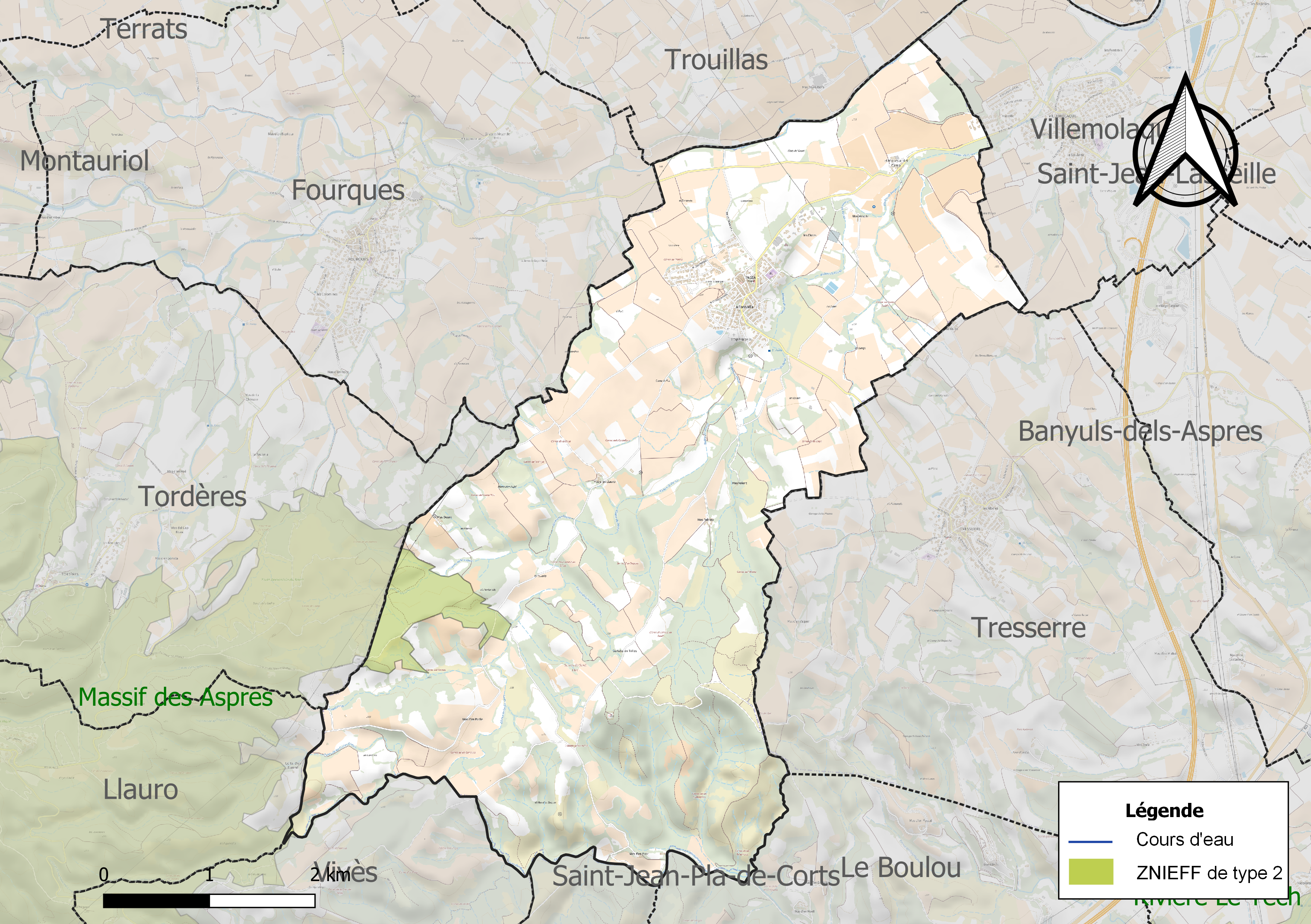
Carte de la ZNIEFF de type 2 localisée sur la commune.

L’inventaire des zones naturelles d'intérêt écologique, faunistique et floristique (ZNIEFF) a pour objectif de réaliser une couverture des zones les plus intéressantes sur le plan écologique, essentiellement dans la perspective d’améliorer la connaissance du patrimoine naturel national et de fournir aux différents décideurs un outil d’aide à la prise en compte de l’environnement dans l’aménagement du territoire.
Une ZNIEFF de type 2 est recensée sur la commune :
le « massif des Aspres » (28 819 ha), couvrant 37 communes du département.

## Urbanisme

### Typologie
Au 1er janvier 2024, Passa est catégorisée commune rurale à habitat dispersé, selon la nouvelle grille communale de densité à sept niveaux définie par l'Insee en 2022.
Elle est située hors unité urbaine. Par ailleurs la commune fait partie de l'aire d'attraction de Perpignan, dont elle est une commune de la couronne,. Cette aire, qui regroupe 118 communes, est catégorisée dans les aires de 200 000 à moins de 700 000 habitants,.

### Occupation des sols
L'occupation des sols de la commune, telle qu'elle ressort de la base de données européenne d’occupation biophysique des sols Corine Land Cover (CLC), est marquée par l'importance des territoires agricoles (75,2 % en 2018), en diminution par rapport à 1990 (76,2 %). La répartition détaillée en 2018 est la suivante : 
cultures permanentes (66,5 %), forêts (13,7 %), zones agricoles hétérogènes (8,8 %), milieux à végétation arbustive et/ou herbacée (8 %), zones urbanisées (3,1 %). L'évolution de l’occupation des sols de la commune et de ses infrastructures peut être observée sur les différentes représentations cartographiques du territoire : la carte de Cassini (XVIIIe siècle), la carte d'état-major (1820-1866) et les cartes ou photos aériennes de l'IGN pour la période actuelle (1950 à aujourd'hui).

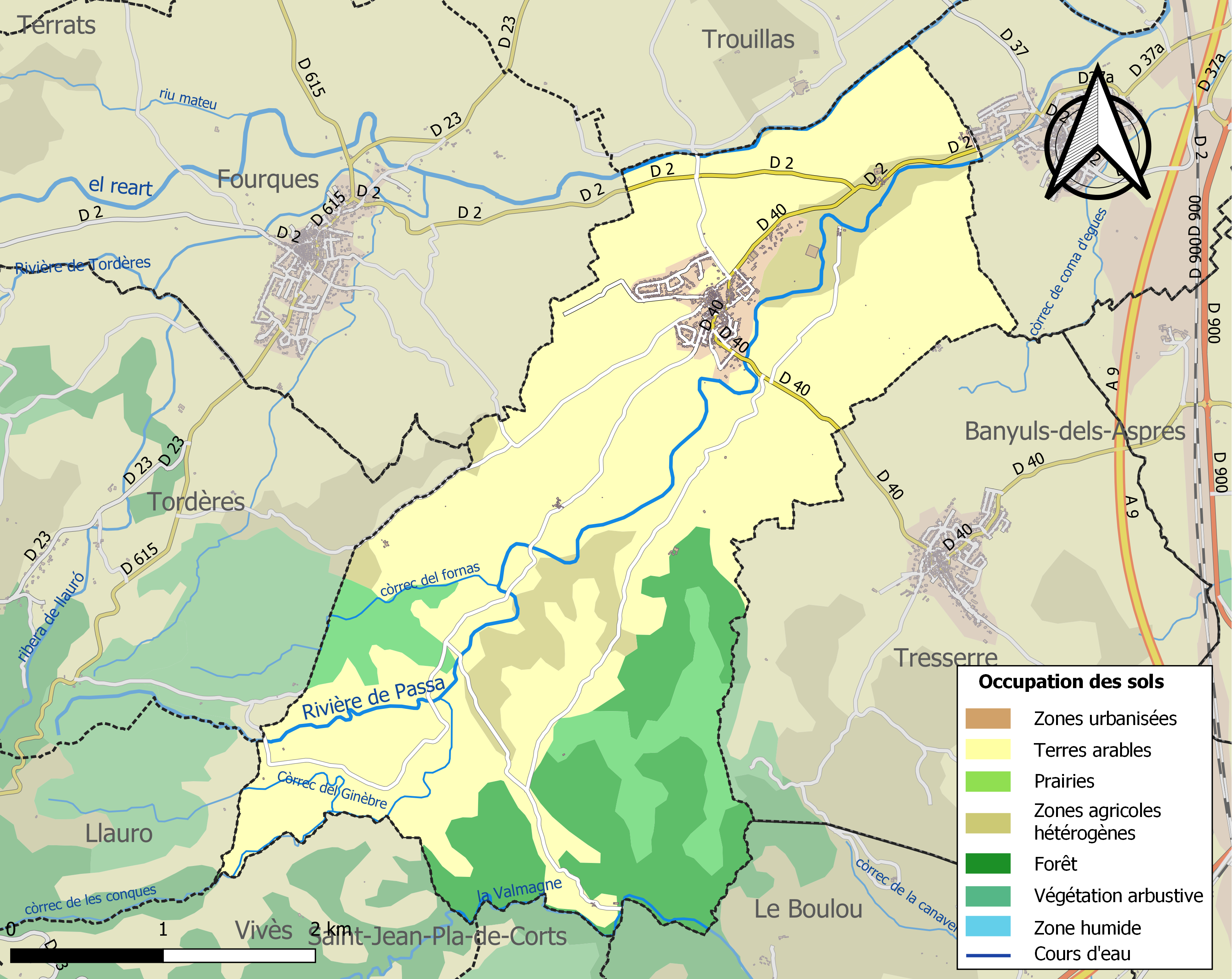
Carte des infrastructures et de l'occupation des sols de la commune en 2018 (CLC).

### Voies de communication et transports
La ligne 571 (Tresserre - Thuir - Gare de Perpignan) du réseau régional liO dessert la commune.

### Risques majeurs
Le territoire de la commune de Passa est vulnérable à différents aléas naturels : inondations, climatiques (grand froid ou canicule), feux de forêts, mouvements de terrains et séisme (sismicité modérée),.
Certaines parties du territoire communal sont susceptibles d’être affectées par le risque d’inondation par crue torrentielle de cours d'eau du bassin du Réart.
Les mouvements de terrains susceptibles de se produire sur la commune sont soit des mouvements liés au retrait-gonflement des argiles, soit des glissements de terrains. Une cartographie nationale de l'aléa retrait-gonflement des argiles permet de connaître les sols argileux ou marneux susceptibles vis-à-vis de ce phénomène.

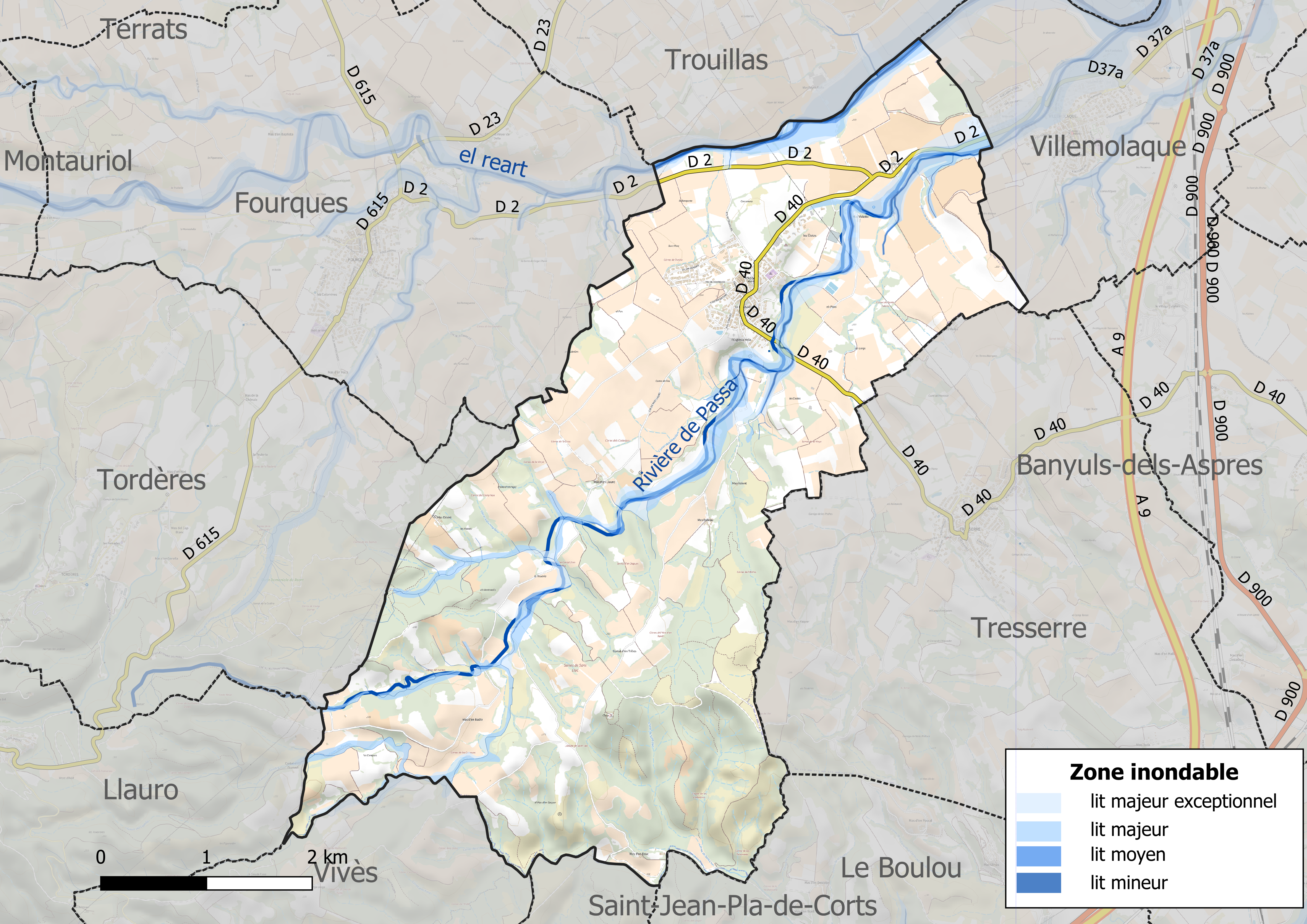
Carte des zones inondables.
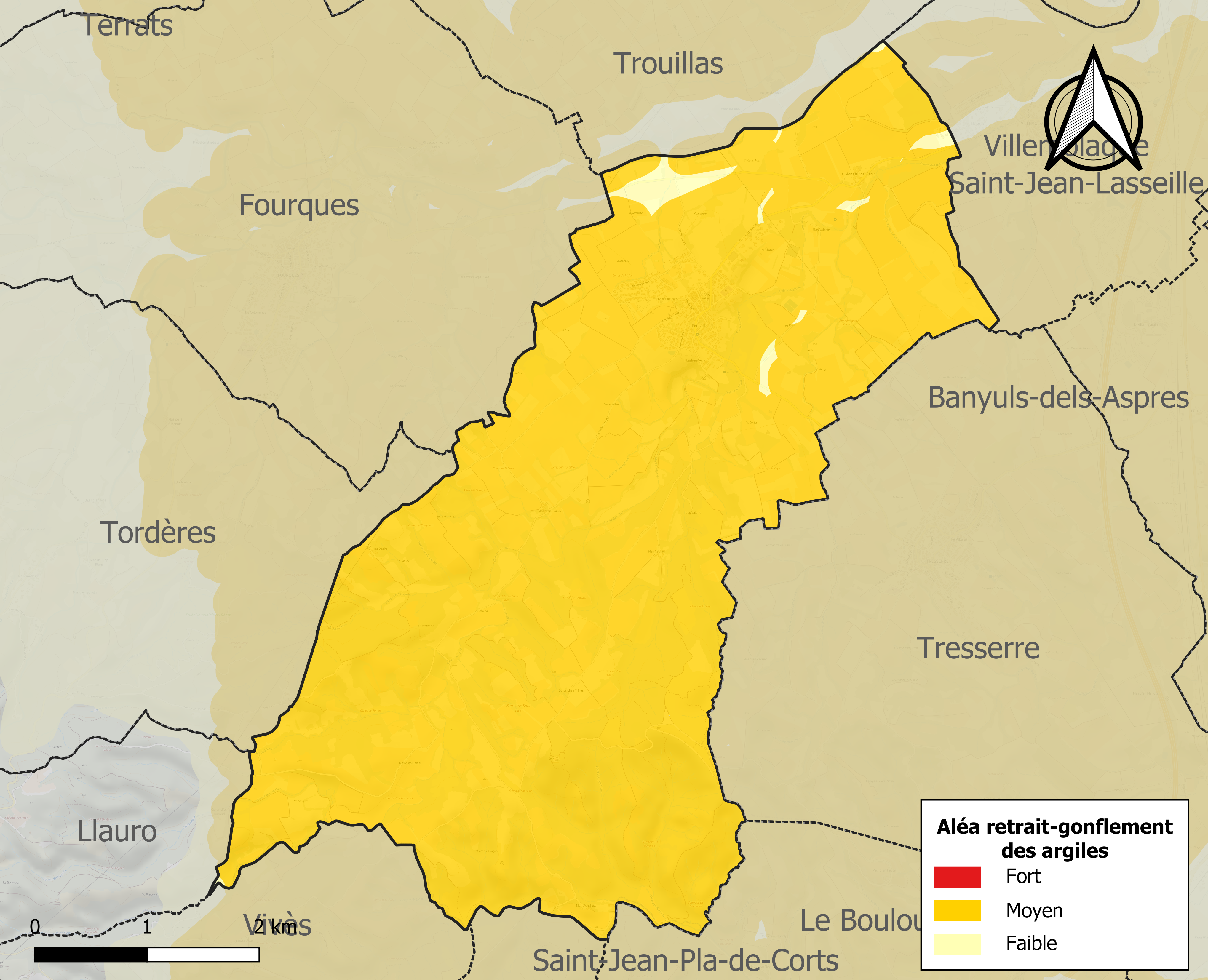
Carte des zones d'aléa retrait-gonflement des argiles.

## Toponymie
En catalan, le nom de la commune est Paçà.

## Histoire

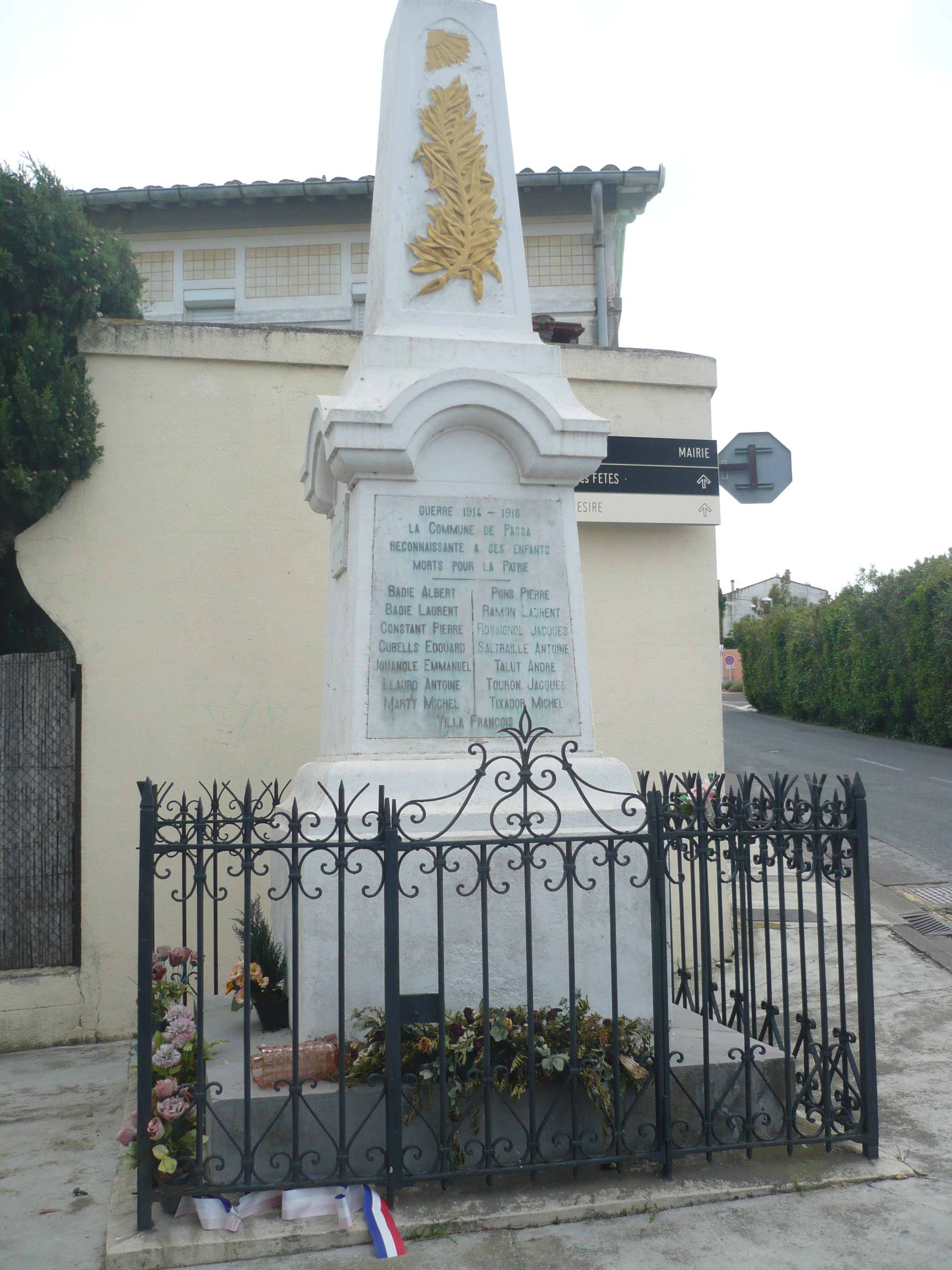
Le monument aux morts

Passa fusionne avec Llauro et Tordères par arrêté préfectoral du 21 février 1973 pour former la commune de Passa-Llauro-Tordères. Ces trois communes ont été rétablies en 1989.

## Politique et administration

### Canton
En 1790, la commune de Passa est intégrée dans le canton de Thuir, dont elle fait toujours partie lors de sa brève fusion dans la commune de Passa-Llauro-Tordères et dont elle fait encore partie après avoir retrouvé son indépendance en 1989,.
À compter des élections départementales de 2015, la commune est incluse dans le nouveau canton des Aspres.

### Liste des maires
| Période     | Période     | Identité            | Étiquette | Qualité |
| ----------- | ----------- | ------------------- | --------- | ------- |
|             |             |                     |           |         |
| ?           | 19 mai 1912 | Falguères           |           |         |
| 19 mai 1912 | ?           | Sylvestre Lloze     |           |         |
|             |             |                     |           |         |
| 2001        | 2008        | Robert Girbaud      |           |         |
| 2008        | En cours    | Patrick Bellegarde, |           |         |

## Population et société

### Démographie ancienne
La population est exprimée en nombre de feux (f) ou d'habitants (H).
| 1358 | 1365 | 1378 | 1470 | 1515 | 1553 | 1643 | 1709 | 1720 |
| ---- | ---- | ---- | ---- | ---- | ---- | ---- | ---- | ---- |
| 40 f | 32 f | 25 f | 18 f | 20 f | 20 f | 15 f | 47 f | 38 f |

| 1730 | 1767  | 1774 | 1789 | - | - | - | - | - |
| ---- | ----- | ---- | ---- | - | - | - | - | - |
| 38 f | 172 H | 38 f | 24 f | - | - | - | - | - |

Notes :
- 1358 : dont 13 f pour Monastir del Camp
- 1365 : dont 11 f pour Monastir del Camp
- 1378 : dont 7 f pour Monastir del Camp
- 1470 : dont 2 f pour Monastir del Camp
- 1515 : dont 4 f pour Monastir del Camp
- 1553 : dont 5 f pour Monastir del Camp
- 1643 : pour Passa et Monastir del Camp
- 1720 : pour "Passa et Le Monastir"
- 1774 : pour "Passa et Monastir-Delcamp"
- 1789 : pour "Passa et Monastir del Camp"

### Démographie contemporaine
L'évolution du nombre d'habitants est connue à travers les recensements de la population effectués dans la commune depuis 1793. Pour les communes de moins de 10 000 habitants, une enquête de recensement portant sur toute la population est réalisée tous les cinq ans, les populations de référence des années intermédiaires étant quant à elles estimées par interpolation ou extrapolation. Pour la commune, le premier recensement exhaustif entrant dans le cadre du nouveau dispositif a été réalisé en 2008.

En 2022, la commune comptait 1 079 habitants, en évolution de +41,79 % par rapport à 2016 (Pyrénées-Orientales : +3,92 %, France hors Mayotte : +2,11 %).
| 1793 | 1800 | 1806 | 1821 | 1831 | 1836 | 1841 | 1846 | 1851 |
| ---- | ---- | ---- | ---- | ---- | ---- | ---- | ---- | ---- |
| 218  | 200  | 222  | 301  | 364  | 307  | 330  | 330  | 280  |

| 1856 | 1861 | 1866 | 1872 | 1876 | 1881 | 1886 | 1891 | 1896 |
| ---- | ---- | ---- | ---- | ---- | ---- | ---- | ---- | ---- |
| 243  | 236  | 254  | 232  | 288  | 387  | 364  | 437  | 422  |

| 1901 | 1906 | 1911 | 1921 | 1926 | 1931 | 1936 | 1946 | 1954 |
| ---- | ---- | ---- | ---- | ---- | ---- | ---- | ---- | ---- |
| 403  | 404  | 442  | 464  | 460  | 465  | 459  | 423  | 438  |

| 1962 | 1968 | 1975 | 1982 | 1990 | 1999 | 2006 | 2008 | 2013 |
| ---- | ---- | ---- | ---- | ---- | ---- | ---- | ---- | ---- |
| 475  | 468  | 650  | 721  | 487  | 569  | 671  | 700  | 683  |

| 2018 | 2022  | - | - | - | - | - | - | - |
| ---- | ----- | - | - | - | - | - | - | - |
| 880  | 1 079 | - | - | - | - | - | - | - |

Note : Les recensements de 1975 et 1982 incluent les populations de Llauro et Tordères.
| selon la population municipale des années : | 1968 | 1975 | 1982 | 1990 | 1999 | 2006 | 2009 | 2013 |
| Rang de la commune dans le département      | 87   | 69   | 75   | 100  | 100  | 93   | 96   | 98   |
| Nombre de communes du département           | 232  | 217  | 220  | 225  | 226  | 226  | 226  | 226  |

### Manifestations culturelles et festivités
- Fête patronale : 18 octobre[36] ;
- Fête communale : 1er août[36].

## Économie

### Revenus
En 2018, la commune compte 412 ménages fiscaux, regroupant 1 003 personnes. La médiane du revenu disponible par unité de consommation est de 19 140 € (19 350 € dans le département).

### Emploi
|                | 2008   | 2013   | 2018   |
| -------------- | ------ | ------ | ------ |
| Commune        | 11,3 % | 10,5 % | 14,7 % |
| Département    | 10,3 % | 12,9 % | 13,3 % |
| France entière | 8,3 %  | 10 %   | 10 %   |

En 2018, la population âgée de 15 à 64 ans s'élève à 551 personnes, parmi lesquelles on compte 82,2 % d'actifs (67,5 % ayant un emploi et 14,7 % de chômeurs) et 17,8 % d'inactifs,. Depuis 2008, le taux de chômage communal (au sens du recensement) des 15-64 ans est supérieur à celui de la France et du département.
La commune fait partie de la couronne de l'aire d'attraction de Perpignan, du fait qu'au moins 15 % des actifs travaillent dans le pôle,. Elle compte 84 emplois en 2018, contre 69 en 2013 et 77 en 2008. Le nombre d'actifs ayant un emploi résidant dans la commune est de 375, soit un indicateur de concentration d'emploi de 22,5 % et un taux d'activité parmi les 15 ans ou plus de 67,8 %.
Sur ces 375 actifs de 15 ans ou plus ayant un emploi, 49 travaillent dans la commune, soit 13 % des habitants. Pour se rendre au travail, 92,3 % des habitants utilisent un véhicule personnel ou de fonction à quatre roues, 0,5 % les transports en commun, 4 % s'y rendent en deux-roues, à vélo ou à pied et 3,2 % n'ont pas besoin de transport (travail au domicile).

### Activités hors agriculture

#### Secteurs d'activités
66 établissements sont implantés  à Passa au 31 décembre 2019. Le tableau ci-dessous en détaille le nombre par secteur d'activité et compare les ratios avec ceux du département,.
| Secteur d'activité                                                                                        | Commune | Commune | Département |
| Secteur d'activité                                                                                        | Nombre  | %       | %           |
| --- | ------- | ------- | ----------- |
| Ensemble                                                                                                  | 66      | 100 %   | (100 %)     |
| Industrie manufacturière, industries extractives et autres                                                | 10      | 15,2 %  | (8,7 %)     |
| Construction                                                                                              | 20      | 30,3 %  | (14,3 %)    |
| Commerce de gros et de détail, transports, hébergement et restauration                                    | 13      | 19,7 %  | (30,5 %)    |
| Information et communication                                                                              | 1       | 1,5 %   | (1,9 %)     |
| Activités financières et d'assurance                                                                      | 1       | 1,5 %   | (3 %)       |
| Activités immobilières                                                                                    | 6       | 9,1 %   | (6,2 %)     |
| Activités spécialisées, scientifiques et techniques et activités de services administratifs et de soutien | 7       | 10,6 %  | (13 %)      |
| Administration publique, enseignement, santé humaine et action sociale                                    | 1       | 1,5 %   | (13,9 %)    |
| Autres activités de services                                                                              | 7       | 10,6 %  | (8,5 %)     |

Le secteur de la construction est prépondérant sur la commune puisqu'il représente 30,3 % du nombre total d'établissements de la commune (20 sur les 66 entreprises implantées  à Passa), contre 14,3 % au niveau départemental.

#### Entreprises et commerces
Les cinq entreprises ayant leur siège social sur le territoire communal qui génèrent le plus de chiffre d'affaires en 2020 sont : 
- Etablissement Roque, travaux de maçonnerie générale et gros œuvre de bâtiment (426 k€)
- Les Vignobles De Saint Pierre, commerce de détail de boissons en magasin spécialisé (208 k€)
- Marty Regine, production d'électricité (12 k€)
- SARL Le Puig, culture de la vigne (1 k€)
- Rossignol, services administratifs combinés de bureau (1 k€)

### Agriculture
La commune est dans la « plaine du Roussillon », une petite région agricole occupant la bande côtière et une grande partie centrale du département des Pyrénées-Orientales. En 2020, l'orientation technico-économique de l'agriculture  sur la commune est la viticulture.
|               | 1988  | 2000 | 2010 | 2020 |
| ------------- | ----- | ---- | ---- | ---- |
| Exploitations | 86    | 34   | 19   | 22   |
| SAU (ha)      | 1 028 | 705  | 386  | 313  |

Le nombre d'exploitations agricoles en activité et ayant leur siège dans la commune est passé de 86 lors du recensement agricole de 1988  à 34 en 2000 puis à 19 en 2010 et enfin à 22 en 2020, soit une baisse de 74 % en 32 ans. Le même mouvement est observé à l'échelle du département qui a perdu pendant cette période 73 % de ses exploitations,. La surface agricole utilisée sur la commune a également diminué, passant de 1028 ha en 1988 à 313 ha en 2020. Parallèlement la surface agricole utilisée moyenne par exploitation a augmenté, passant de 12 à 14 ha.

## Culture locale et patrimoine

### Monument et lieux touristiques
- Prieuré de Monastir del Camp, situé à 2 km de Passa, portail roman (sculptures du Maître de Cabestany), cloître du XIIIe siècle ;
- Église Saint-Pierre de Passa, construite au XVIe siècle dans l'enceinte fortifiée[réf. souhaitée] ;
- Église Saint-Estève des Vignes.
- Vestiges des fortifications médiévales ;
- Chapelle Saint-Luc de Puigrodon, reconstruite en 1842.
- Mas Désiré, situé à 3 km du village. Ancien Mas catalan avec son chai viticole.

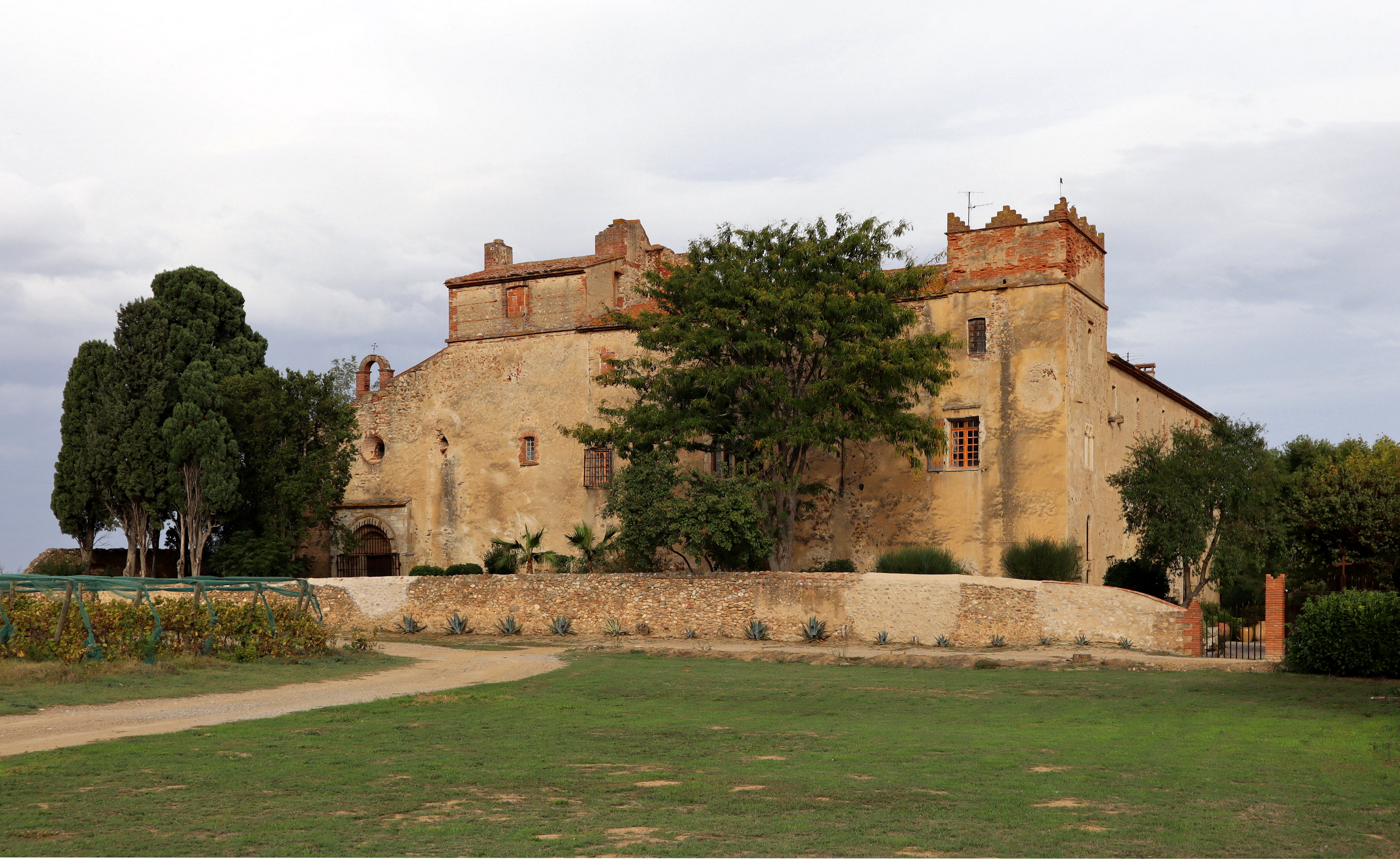
Monastir del Camp (vue sudouest)
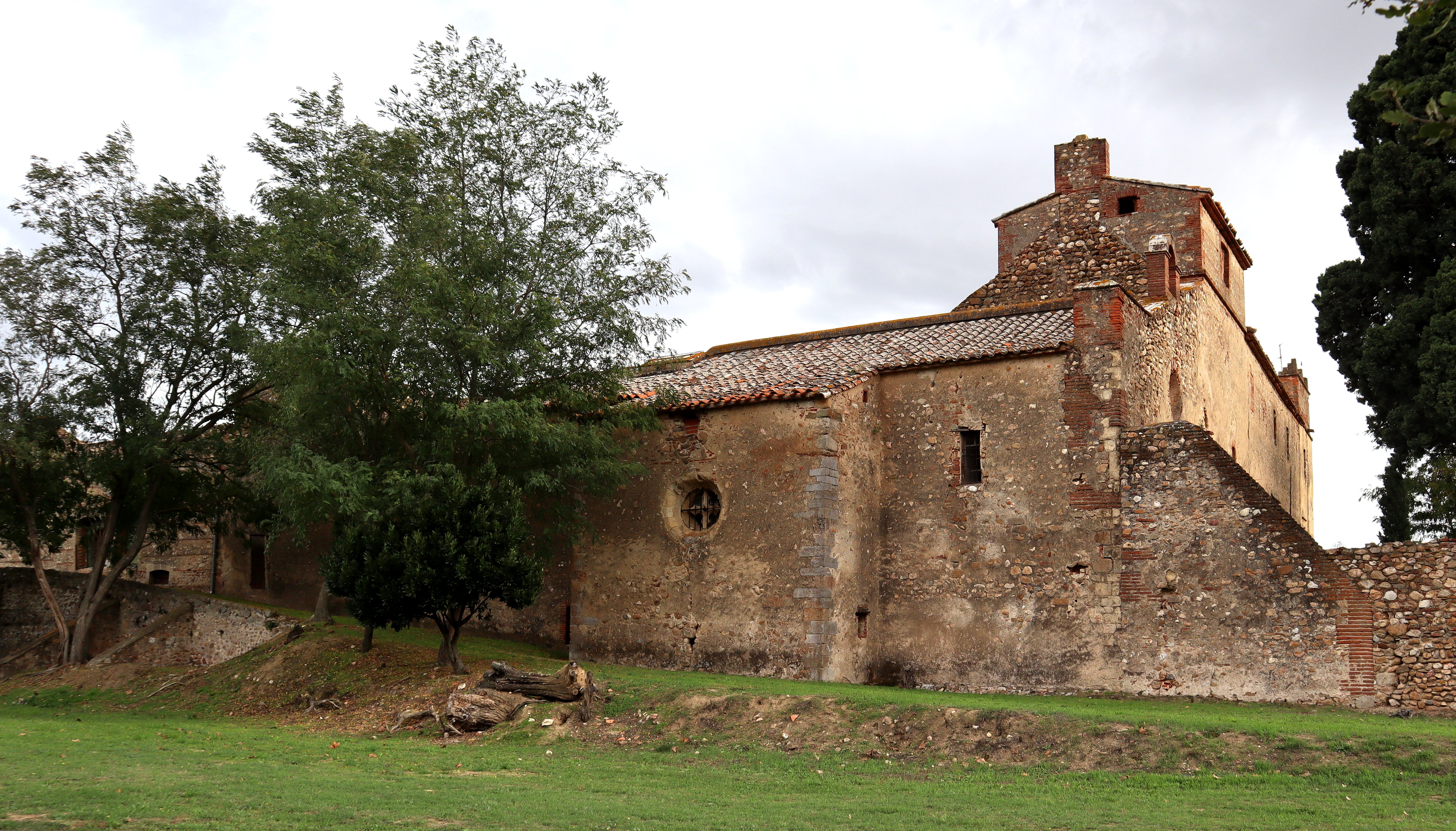
Monastir del Camp (vue nordouest)
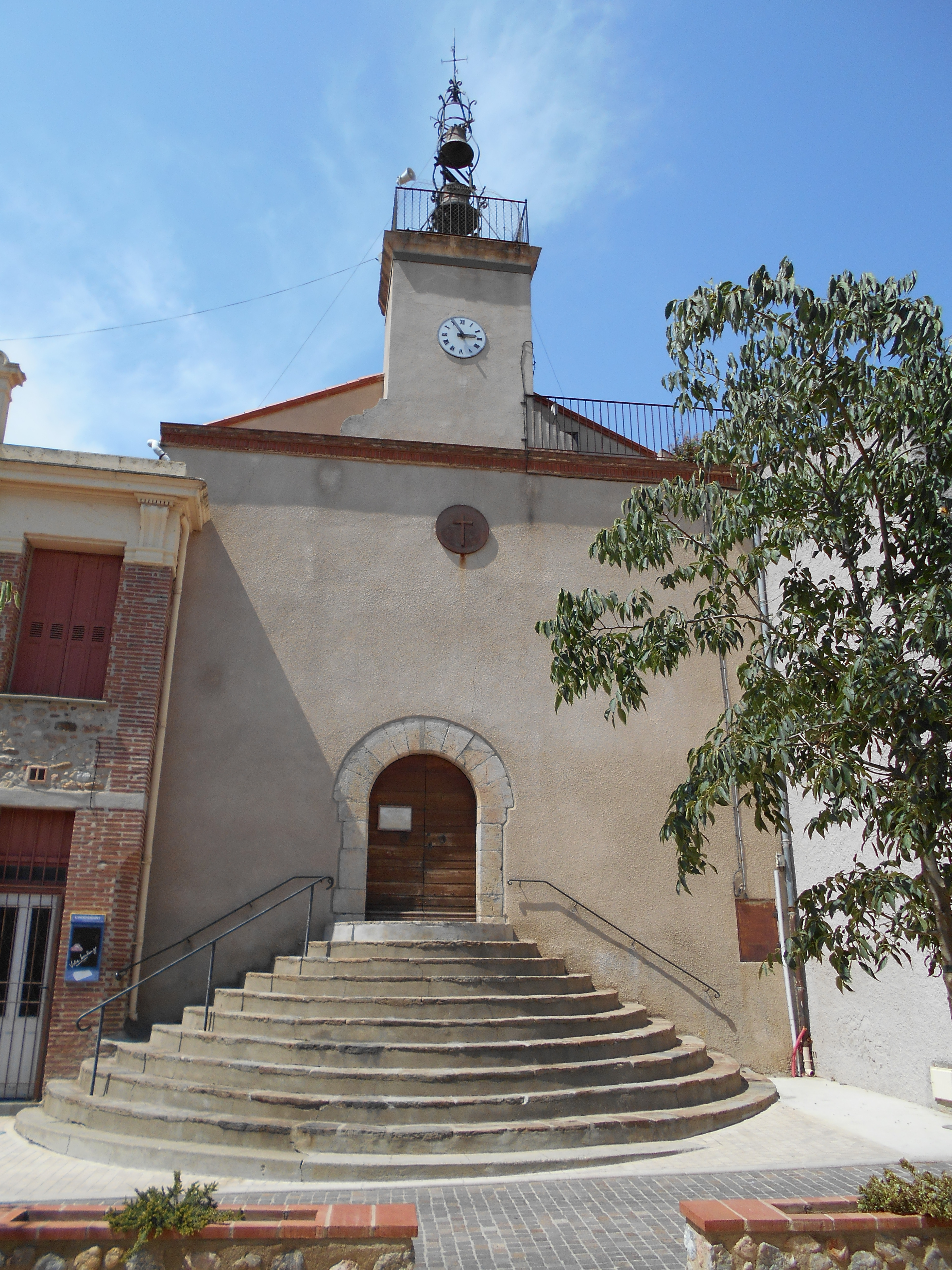
Église Saint-Pierre de Passa
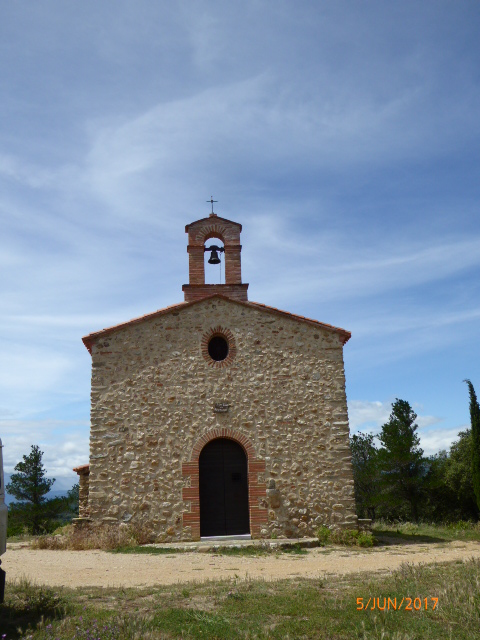
Chapelle Saint-Luc de Puigrodon

### Personnalités liées à la commune
- Jean François Jérôme Jaubert, homme politique, né le 25 juin 1765 à Passa (Pyrénées-Orientales) et décédé à une date inconnue.
- François Jaubert de Passa (1785-1856) : hydrologue né à Céret mais originaire de Passa ;
- Joseph Galté (1847-1925) : maire de Perpignan, négociant en vins qui reprend l'entreprise de son grand-père maternel à Passa[42].

### Curiosité
En juillet 2015, la commune inaugure une avenue Jimi Hendrix, en présence de sa demi-sœur Janie Hendrix qui dirige Experience Hendrix, L.L.C., la fondation responsable de la gestion de l'héritage du guitariste.

### Héraldique
| Blason de Passa | Blason  | D’or aux deux clés de sable passées en sautoir et liées par une chaine du même. |
| Blason de Passa | Détails | Le statut officiel du blason reste à déterminer.                                |